# Greg Kovacs
Gregory Mark "Greg" Kovacs (ur. 16 grudnia 1968 w Niagara Falls w prowincji Ontario, zm. 25 listopada 2013 w Mississauga) – kanadyjski kulturysta przynależny do federacji IFBB (International Federation of BodyBuilders), trójboista siłowy. Uważany był za jednego z najmasywniejszych i najsilniejszych kulturystów na świecie, przy wzroście 193 cm jego masa ciała balansowała nawet do 200 kg.

## Życiorys

### Wczesne lata
Urodził się w Niagara Falls. Wychował się i zamieszkał w Fonthill, miejscowości Pelham w kanadyjskiej prowincji Ontario. Przez rok studiował elektrotechnikę, następnie skoncentrował się na kulturystyce. Zaczął trenować w wieku 17 lat. Przy wzroście 187 cm ważył 108 kg.

### Kariera
W zmaganiach sportowych aktywnie brał udział w późnych latach 90. W 1996 roku zwyciężył Mistrzostwa Kanady w Kulturystyce. W czerwcu 1997 znalazł się na łamach magazynu kulturystycznego Flex. Przy wzroście 193 cm, jego masa ciała poza sezonem 190 kg (w sezonie 150 kg), górowała nad jego konkurencją. Jego ramiona mierzyły ponad 25 cali (64 cm), talia 120 cm (poza sezonem), biceps 71 cm (poza sezonem), klatka piersiowa 180 cm i kolosalne nogi/udo 89 cm. Używał bardzo wielu suplementów i stosował również promedykamenty, przy czym zapewniał, że nie bierze sterydów i że jest gotowy nawet na testy antydopingowe.
W 2004 wziął udział w Arnold Classic i zajął dopiero XIII pozycję. W 2005 wycofał się z kulturystyki, aby rozpocząć własną działalność gospodarczą i został trenerem sportowców wyczynowych.
W trakcie swojej kariery, wykładał o żywieniu w sporcie i treningach siłowych dla tysięcy sportowców z całego świata, podczas organizowanych seminariów w Anglii, Australii, Grecji, na Hawajach, w Hiszpanii, Niemczech i Rosji. Był także pracownikiem czasopisma kulturystycznego RX Muscle, gdzie prowadził w nim rubrykę Greg Kovacs Hardcore Q & A, w której odpowiadał na pytania czytelników. Zajmował się także trójbojem siłowym.
Zmarł 22 listopada 2013 w Mississauga na zawał mięśnia sercowego, w wieku 44 lat.

## Osiągnięcia sportowe
- 1996:
  - Canadian National Championships – I miejsce[8]
- 1997:
  - IFBB Night of Champions – XV miejsce
- 1998:
  - IFBB Ironman Pro Invitational – XVI miejsce
- 2001:
  - IFBB Night of Champions – poza czołówką
- 2003:
  - Arnold Classic – XIII miejsce
- 2004:
  - Arnold Classic – XIII miejsce
- 2005:
  - Toronto Pro Invitational – poza czołówką